# 전북특별자치도의 문화재자료 (제101호 ~ 제200호)
전북특별자치도 문화재자료는 문화재자료 중에서 전북특별자치도 내에 있는 문화재자료를 의미한다.

## 지정목록

### 제101호 ~ 제200호
| 번호  | 사진 | 명칭                                                        | 소재지                                                  | 관리자 (단체)                                      | 지정일                                                                    | 참조 |
| 101호 |      | (미상)                                                      |                                                         |                                                    |                                                                           |      |
| 102호 |      | 태고정 (太古亭)                                             | 전북 진안군 용담면 수천리 13-14                         | 진안군                                             | 1984년 4월 1일 지정                                                       |      |
| 103호 |      | 무주향교대성전 (茂朱鄕校大成殿)                             | 전북 무주군 무주읍 읍내리 264-1                         | 유근춘                                             | 1984년 4월 1일 지정                                                       |      |
| 104호 |      | 용성관석물 (龍城館石物)                                     | 전북 남원시 동충동 192-4                                | 용성초등학교                                       | 1984년 4월 1일 지정                                                       |      |
| 105호 |      | 신잠비 (申潛碑)                                             | 전북 정읍시 태인면 태창리 92                            | 온락희                                             | 1984년 4월 1일 지정                                                       |      |
| 106호 |      | (미상)                                                      |                                                         |                                                    |                                                                           |      |
| 107호 |      | 무장향교대성전 (茂長鄕校大成殿)                             | 전북 고창군 무장면 교흥리 109-1                         | 향교재단                                           | 1985년 8월 14일 지정                                                      |      |
| 108호 |      | 흥덕향교대성전 (興德鄕校大成殿)                             | 전북 고창군 흥덕면 교운리 206                           | 흥덕향교                                           | 1985년 8월 14일 지정                                                      |      |
| 109호 |      | 어사각 (御賜閣)                                             | 전북 고창군 고창읍 교촌리 242                           | 김해성                                             | 1985년 8월 14일 지정                                                      |      |
| 110호 |      | 나한전 (羅漢殿)                                             | 전북 고창군 아산면 삼인리 616                           | 선운사                                             | 1985년 8월 14일 지정                                                      |      |
| 111호 |      | 고홍건신도비 (高弘建神道碑)                                 | 전북 부안군 하서면 청호리 산132-2                       | 고재규                                             | 1984년 4월 1일 지정                                                       |      |
| 112호 |      | (미상)                                                      |                                                         |                                                    |                                                                           |      |
| 113호 |      | 금구향교대성전 (金溝鄕校大成殿)                             | 전북 김제시 금구면 금구리 152                           | 향교재단                                           | 1984년 4월 1일 지정                                                       |      |
| 114호 |      | 만경향교대성전 (萬頃鄕校大成殿)                             | 전북 김제시 만경읍 만경리 183-1                         | 향교재단                                           | 1984년 4월 1일 지정                                                       |      |
| 115호 |      | (미상)                                                      |                                                         |                                                    |                                                                           |      |
| 116호 |      | 자천대 (紫泉臺)                                             | 전북 군산시 옥구읍 상평리 626                           | 향교재단                                           | 1984년 4월 1일 지정                                                       |      |
| 117호 |      | 윤영채가옥 (尹永彩家屋)                                     | 전북 남원시 주생면 상동리 661                           | 윤영채                                             | 1986년 9월 8일 지정                                                       |      |
| 118호 |      | 노동환가옥 (盧東煥家屋)                                     | 전북 임실군 삼계면 후천리 465                           | 노동환                                             | 1986년 9월 8일 지정                                                       |      |
| 119호 |      | 정상윤가옥 (丁相潤家屋)                                     | 전북 장수군 산서면 사계리 586                           | 정상윤                                             | 1984년 4월 1일 지정                                                       |      |
| 120호 |      | 김성만가옥 (金成萬家屋)                                     | 전북 장수군 산서면 사상리 69-1                          | 김성만                                             | 1986년 9월 8일 지정, 1994년 8월 10일 해제, 화재로 소실                    |      |
| 121호 |      | 조해영가옥 (趙海英家屋)                                     | 전북 익산시 함라면 함열리 473                           | 조인호                                             | 1986년 9월 8일 지정                                                       |      |
| 122호 |      | 금당사석탑 (金塘寺石塔)                                     | 전북 진안군 마령면 동촌리 6                             | 금당사                                             | 1986년 9월 8일 지정                                                       |      |
| 123호 |      | 천황사부도 (天皇寺浮屠)                                     | 전북 진안군 정천면 갈룡리 1425-3                        | 천황사                                             | 1986년 9월 8일 지정                                                       |      |
| 124호 |      | 상이암부도 (上耳庵浮屠)                                     | 전북 임실군 성수면 성수리 산1-1                         | 상이암                                             | 1986년 9월 8일 지정                                                       |      |
| 125호 |      | 선운사도솔암내원궁 (禪雲寺兜率庵內院宮)                     | 전북 고창군 아산면 삼인리 산97                          | 선운사                                             | 1986년 9월 9일 지정                                                       |      |
| 126호 |      | 상원사대웅전 (上院寺大雄殿)                                 | 전북 고창군 고창읍 월곡리 1                             | 상원사                                             | 1986년 9월 9일 지정                                                       |      |
| 127호 |      | 장포리어필각 (長浦里御筆閣)                                 | 전북 남원시 송동면 장포리 480                           | 하씨종중                                           | 1986년 9월 8일 지정                                                       |      |
| 128호 |      | 망해사악서전 (望海寺樂西殿)                                 | 전북 김제시 진봉면 심포리 1004                          | 망해사                                             | 1986년 9월 8일 지정                                                       |      |
| 129호 |      | 자락정 (自樂亭)                                             | 전북 장수군 장계면 삼봉리 942                           | 종중대표                                           | 1990년 6월 30일 지정                                                      |      |
| 130호 |      | 광제정 (光霽亭)                                             | 전북 임실군 삼계면 세심리 252-1                         | 종중대표                                           | 1990년 6월 30일 지정                                                      |      |
| 131호 |      | 구암정 (龜岩亭)                                             | 전북 순창군 동계면 귀미리 1028                          | 남원 양씨 대종회                                   | 1990년 6월 30일 지정                                                      |      |
| 132호 |      | 어은정 (漁隱亭)                                             | 전북 순창군 적성면 평남리 435                           | 남원양씨어은공파종중                               | 1990년 6월 30일 지정                                                      |      |
| 133호 |      | 송정 (松亭)                                                 | 전북 정읍시 칠보면 무성리 산4                           | 정읍시                                             | 1990년 6월 30일 지정                                                      |      |
| 134호 |      | 영광정 (迎狂亭)                                             | 전북 순창군 쌍치면 둔전리 산6                           | 영광정보존계원대표                                 | 1990년 6월 30일 지정                                                      |      |
| 135호 |      | 유계신도비및남원윤씨절행정판 (兪溪神道碑및南原尹氏節行旌板) | 전북 익산시 성당면 와초리 산96-1                        | 종중회대표                                         | 1990년 6월 30일 지정                                                      |      |
| 136호 |      | 금산교회 (金山敎會)                                         | 전북 김제시 금산면 금산리 290-1                         | 이인수                                             | 1997년 7월 18일 지정                                                      |      |
| 137호 |      | 양요정 (兩樂亭)                                             | 전북 임실군 운암면 입석리 490-3                         | 최종춘                                             | 1997년 7월 18일 지정                                                      |      |
| 138호 |      | 성황대신사적현판 (城隍大神事跡懸板)                         | 전북 순창군 순창읍 62-1                                 | 옥천향토문화연구소                                 | 1997년 7월 18일 지정, 2000년 1월 13일 해제, 중요민속문화재 제238호로 승격 |      |
| 139호 |      | 백운암석불입상 (白雲庵石佛立像)                             | 전북 정읍시 이평면 산매리 산54번지                      | 오막례                                             | 1998년 1월 9일 지정                                                       |      |
| 140호 |      | 흥동장학당 (興東奬學堂)                                     | 전북 고창군 성내면 양계리 458-7번지                     | 흥동장학회                                         | 1998년 1월 9일 지정                                                       |      |
| 141호 |      | 옥산서원 (玉山書院)                                         | 전북 정읍시 소성면 애당리 344                           | 광산김씨 이조참의공파종중                          | 1998년 11월 27일 지정                                                     |      |
| 142호 |      | 주천서원 (朱川書院)                                         | 전북 진안군 주천면 주양리 139-3, -11, -산 8             | 광산김씨종중                                       | 1998년 11월 27일 지정                                                     |      |
| 143호 |      | 미륵사지석등하대석 (彌勒寺址石燈下臺石)                     | 전북 익산시 금마면 기양리 미륵사지내                    | 국유                                               | 1999년 4월 23일 지정                                                      |      |
| 144호 |      | 송광사벽암당부도 (松廣寺碧庵堂浮屠)                         | 전북 완주군 소양면 대흥리 산10                          | 송광사                                             | 1999년 4월 23일 지정                                                      |      |
| 145호 |      | 천고사석불좌상 (天固寺 石佛坐像)                            | 전북 전주시 덕진구 만성동 822                           | 천고사주지(서준석)                                 | 1999년 7월 19일 지정                                                      |      |
| 146호 |      | 노적봉마애여래좌상 (露積峰磨崖如來坐像)                     | 전북 남원시 사매면 서도리 23-1                          | 최강원외 33                                        | 1999년 7월 9일 지정                                                       |      |
| 147호 |      | 흥학당 (흥학당)                                             | 전북 장수군 계남면 화양리 97-2                          | 한귀동 외2                                         | 1999년 7월 9일 지정                                                       |      |
| 148호 |      | 소자파묘비 (소자파묘비)                                     | 전북 익산시 왕궁면 용화리 산33                          | 진주소씨익산종친회                                 | 1999년 7월 9일 지정                                                       |      |
| 149호 |      | 취락당 (㝡樂堂)                                             | 전북 남원시 송동면 영동리 467                           | 경주김씨취락당종중                                 | 1999년 7월 9일 지정                                                       |      |
| 150호 |      | 가덕사석조여래입상 (加德寺石造如來立像)                     | 전북 남원시 송동면 송내리 143-3                         | .                                                  | 1999년 11월 19일 지정                                                     |      |
| 151호 |      | 극락암목조여래좌상 (極樂庵木造如來坐像)                     | 전북 전주시 덕진구 우아동 1가 산3                       | 극락암                                             | 2000년 3월 31일 지정                                                      |      |
| 152호 |      | 심곡사목조삼존불좌상 (深谷寺木造三尊佛坐像)                 | 전북 익산시 낭산면 낭산리 176                           | 심곡사                                             | 2000년 3월 31일 지정                                                      |      |
| 153호 |      | 청도리삼층석탑 (淸道里三層石塔)                             | 전북 김제시 금산면 청도리 91                            | .                                                  | 2000년 6월 23일 지정                                                      |      |
| 154호 |      | 남천사 (藍川祠)                                             | 전북 정읍시 칠보면 시산리 844번지                       | .                                                  | 2000년 6월 23일 지정                                                      |      |
| 155호 |      | 풍양사 (楓陽祠)                                             | 전북 남원시 대강면 풍산리 261-3                         | .                                                  | 2000년 6월 23일 지정                                                      |      |
| 156호 |      | 관서당남성재 (官書堂南城齋)                                 | 전북 남원시 쌍교동 216번지                              | .                                                  | 2000년 6월 23일 지정                                                      |      |
| 157호 |      | 서강사 (西岡祠)                                             | 전북 김제시 금구면 서도리 50-1,52-1,53,54,55            | 인동장씨서강사종중                                 | 2000년 6월 23일 지정                                                      |      |
| 158호 |      | 백산서원 (白山書院)                                         | 전북 김제시 백산면 하서리 379-1                         | 파평윤씨백산사종중                                 | 2000년 6월 23일 지정                                                      |      |
| 159호 |      | 지선당 (止善堂)                                             | 전북 진안군 능금리 806                                  | 박경태                                             | 2000년 6월 23일 지정                                                      |      |
| 160호 |      | 백산서원 (栢山書院)                                         | 전북 무주군 무풍면 현내리 167                           | .                                                  | 2000년 6월 23일 지정                                                      |      |
| 161호 |      | 분양서원 (汾陽書院)                                         | 전북 무주군 무풍면 지성리 366-2                         | .                                                  | 2000년 6월 23일 지정                                                      |      |
| 162호 |      | 덕천사 (德川祠)                                             | 전북 고창군 아산면 용계리 441                           | 조연익                                             | 2000년 6월 23일 지정                                                      |      |
| 163호 |      | 송양사 (松陽祠)                                             | 전북 고창군 해리면 송산리 산 26, 32-1                   | 성정열                                             | 2000년 6월 23일 지정                                                      |      |
| 164호 |      | 무진정 (無盡亭)                                             | 전북 남원시 대강면 방산리 456-1                         | 남원윤씨죽곡파종중                                 | 2000년 11월 17일 지정                                                     |      |
| 165호 |      | 퇴수정 (退修亭)                                             | 전북 남원시 산내면 대정리 827                           | 밀양박씨은산공파매천종중                           | 2000년 11월 17일 지정                                                     |      |
| 166호 |      | 사계정사 (沙溪精舍)                                         | 전북 남원시 주생면 영천리 57                            | 남양방씨사계공파종중                               | 2000년 11월 17일 지정                                                     |      |
| 167호 |      | 오괴정 (五槐亭)                                             | 전북 임실군 삼계면 삼은리 산49                          | 해주오씨판사공파돈암공종중                         | 2000년 11월 17일 지정                                                     |      |
| 168호 |      | 충신이흥발지려 (忠臣李興발之閭)                             | 전북 전주시 완산구 삼천3동 산64-3                       | 한산이씨운암공흥발종중                             | 2000년 11월 17일 지정                                                     |      |
| 169호 |      | 언양김씨삼강정려 (彦陽金氏三綱旌閭)                         | 전북 정읍시 용계동 272-1                                | 언양김씨장무공파종중                               | 2000년 11월 17일 지정                                                     |      |
| 170호 |      | 양대박부자충의문 (梁大撲父子忠義門)                         | 전북 남원시 주생면 상동리 530                           | 남원양씨충장공파종중                               | 2000년 11월 17일 지정                                                     |      |
| 171호 |      | 절렬양정씨지려 (節烈兩丁氏之閭)                             | 전북 장수군 산서면 하월리 429                           | 정종술                                             | 2000년 11월 17일 지정                                                     |      |
| 172호 |      | 고려직제학양수생처열부이씨려 (高麗直提學楊首生妻烈婦李氏閭) | 전북 순창군 동계면 구미리 568                           | 남원양씨추원재종중                                 | 2000년 11월 17일 지정                                                     |      |
| 173호 |      | 어래산성 (御來山城)                                         | 전북 익산시 웅포면 입점리 산136-1, 군산시 나포면 나포리 | 익산시                                             | 2000년 12월 29일 지정                                                     |      |
| 174호 |      | 비홍산성 (飛弘山城)                                         | 전북 남원시 주생면 내동리 산57-1                        | 남원시                                             | 2000년 12월 29일 지정                                                     |      |
| 175호 |      | 용계산성 (龍溪山城)                                         | 전북 완주군 운주면 금당리 642외 4필지                   | 완주군                                             | 2000년 12월 29일 지정                                                     |      |
| 176호 |      | 침령산성 (砧嶺山城)                                         | 전북 장수군 계남면 침곡리 산73-2외                      | 장수군                                             | 2000년 12월 29일 지정                                                     |      |
| 177호 |      | 서산산성 (西山山城)                                         | 전북 고창군 아산면 봉덕리 산1외                         | 고창군                                             | 2000년 12월 29일 지정                                                     |      |
| 178호 |      | 전동성당사제관 (殿洞聖堂司祭館)                             | 전북 전주시 완산구 전동1가 200-1                        | 재단법인전주교구천주교회유지재단                   | 2002년 4월 6일 지정                                                       |      |
| 179호 |      | 두동교회구본당 (杜洞敎會舊本堂)                             | 전북 익산시 성당면 두동리 385-1                         | 두동교회재단                                       | 2002년 4월 6일 지정                                                       |      |
| 180호 |      | 천주교신성공소 (天主敎新成公所)                             | 전북 정읍시 신월동 145-1                                | 전주교구천주교회유지재단                           | 2002년 4월 6일 지정                                                       |      |
| 181호 |      | 문수사석조승상 (文殊寺石造僧像)                             | 전북 고창군 고수면 은사리 48                            | 문수사                                             | 2002년 11월 15일 지정                                                     |      |
| 182호 |      | 암치리선각석불좌상 (岩峙里線刻石佛坐像)                     | 전북 고창군 성송면 암치리 234                           | 고창군                                             | 2002년 11월 15일 지정                                                     |      |
| 183호 |      | 용화사미륵불상 (龍華寺彌勒佛像)                             | 전북 고창군 대산면 연동리 686-13                        | 용화사                                             | 2002년 11월 15일 지정                                                     |      |
| 184호 |      | 석산리마애여래좌상 (石山里磨崖如來坐像)                     | 전북 순창군 적성면 석산리 산130-1                       | 순창군                                             | 2003년 5월 16일 지정                                                      |      |
| 185호 |      | 발산리육각부도 (鉢山里六角浮屠)                             | 전북 군산시 개정면 발산리 45-1                          | 발산초등학교                                       | 2003년 10월 31일 지정                                                     |      |
| 186호 |      | 안심사부도군 (安心寺浮屠群)                                 | 전북 완주군 운주면 완창리 22외 1필지                    | 안심사                                             | 2005년 12월 16일 지정                                                     |      |
| 187호 |      | 옥천사 소장 범종 (玉泉寺 所藏 梵鐘)                         | 전북 정읍시 태인면 고천리 산14                          | 옥천사                                             | 2007년 1월 19일 지정                                                      |      |
| 188호 |      | 안국사 소장 범종 (安國寺 所藏 梵鍾)                         | 전북 무주군                                             | 안국사                                             | 2007년 5월 4일 지정                                                       |      |
| 189호 |      | 훈몽재 유지 (訓蒙齋 遺址)                                   | 전북 순창군                                             | 순창군(순창군수)                                   | 2012년 11월 2일 지정                                                      |      |
| 190호 |      | 고창 화동서원 정모재 (高敞 華東書院 靖慕齋)                 | 전북 고창군                                             | 고창군(고창군수)                                   | 2012년 11월 2일 지정                                                      |      |
| 191호 |      | 군산 지장암 소조관음보살좌상 (群山 地藏庵 塑造觀音菩薩坐像) | 전북 군산시 개정면 원아산2길 135                        | 전북특별자치도 군산시                              | 2014년 1월 3일 지정                                                       |      |
| 192호 |      | 고창 선운사 석상암 칠성도 (高敞 禪雲寺 石床庵 七星圖)       | 전북 고창군 아산면 선운사로 205                         | 전북특별자치도 고창군                              | 2014년 10월 31일 지정                                                     |      |
| 193호 |      | 석남역사 (石南歷史)                                         | 전북 정읍시 덕천면 동학로 742                           | 박남순 (정읍시․동학농민혁명기념재단)               | 2018년 3월 9일 지정                                                       | ,    |
| 194호 |      | 순교약력과 종리원사 부동학사 (殉敎略歷과 宗理院史附東學史)  | 전북 정읍시 덕천면 동학로 742                           | 동학농민혁명기념재단 (정읍시․동학농민혁명기념재단) | 2018년 3월 9일 지정                                                       | ,    |

## 참고 자료
- 전북도보 - '목차' - '문화재' 검색